# Madelungse deformiteit

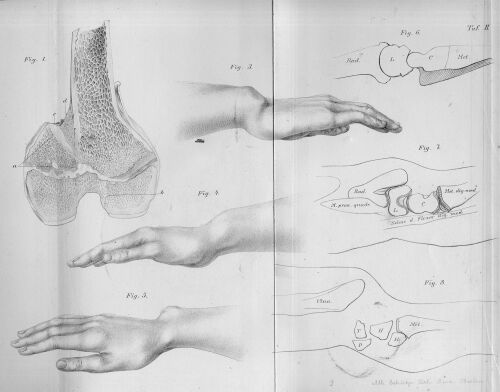
Een ergere vorm van de Madelungse deformiteit

Een Madelungse deformiteit (MD), ook wel deformiteit van Madelung of misvorming van Madelung, is een zeldzame aangeboren afwijking waarbij een of beide polsen abnormaal groeien en misvormd raken. Een deel van het spaakbeen, een van de botten in de voorarm, stopt te vroeg met groeien, terwijl de ellepijp blijft doorgroeien, en ook kan ontwrichten, waardoor er een bochel ontstaat. Andere botten kunnen ook aangedaan zijn, en de hand kan verdraaien en lager zijn dan de voorarm. Er zijn echter geen bewegingsbeperkingen in de hand en de elleboog.

## Historie
De aandoening werd vernoemd naar Otto Wilhelm Madelung (1846–1926), een Duitse chirurg, die het in detail beschreef. Het werd echter ook vermeld door Guillaume Dupuytren in 1834, Auguste Nélaton in 1947 en Joseph-François Malgaigne in 1855.

## Symptomen
De Madelungse deformiteit betreft een aangeboren subluxatie of ontwrichting van het einde van de ellepijp. De aandoening varieert van mild tot ernstig: in sommige gevallen is er slechts sprake van het enigszins uitsteken van het uiteinde van de ellepijp, terwijl er in andere gevallen sprake is van een complete ontwrichting. Ernstige misvormingen worden geassocieerd met dysplasie of afwezigheid van het spaakbeen.
Hoewel de aandoening aangeboren is en begint in de kindertijd, kunnen problemen zich soms pas openbaren in de puberteit of volwassenheid: de patiënt presenteert zich met (chronische) pijn en bewegingsbeperkingen, een korte voorarm, progressieve misvorming en een buiging van het spaakbeen en een voorwaartse subluxatie van de hand.
De diagnose wordt gesteld op basis van klinische presentatie en kan bevestigd worden door middel van een röntgenfoto.

## Genetica
Madelungse deformiteit kan idiopathisch zijn en zich voordoen zonder dat er sprake is van een erfelijke afwijking, maar het kan zich onder andere voordoen bij het syndroom van Turner, Léri-Weill dyschondrosteosis, achondroplasie en gonadale dysgenesie (zie ook: interseksualiteit).
De aandoening komt veel vaker voor bij meisjes, de verhouding tussen man-vrouw is 1:4. Onderzoekers geloven dat dit mogelijk te maken heeft met een mutatie in een gen (het SHOX-homeobox gen, ook wel short stature/kort gestalte homeobox) op het X-chromosoom.

## Andere oorzaken
Andere mogelijke, soms niet-aangeboren oorzaken van een Madelungse deformiteit zijn:
- Botinfectie
- Trauma
- Ziekte van Ollier

Dit overkwam ook Lisa Kruger, een paralympisch zwemmer uit Nederland. In deze gevallen is de aandoening vaker unilateraal.